# محمد جابر عوض الرازحي
محمد جابر عوض الرازحي (و.1973 - ) هو  شخصية اجتماعية حوثية ورجل أعمال داعم للانقلاب، محافظ محافظة صعدة عن حكومة الانقلاب الذي حدث في 2014، كما عمل عضواً في لجنة الوساطة بين الحوثيين  انصار الله والحكومة اليمنية أثناء حرب صعدة، التي كان يرأسها المحافظ الذي سبقه فارس مناع.
في أواخر يناير 2010، تم اعتقاله على خلفية حرب صعدة حيث شنت السلطات حينها حملات واسعة اعتقلت فيها الالاف من المناصرين للحوثيين والرافضين لحروب صعدة ووصل الحال لاعتقال كل من يشك بتعاطفه معهم  من قبل الأمن القومي اليمني مما أدى إلى احتجاجات واسعة بين مشايخ القبائل اليمنية.